# Can Sala (Bàscara)
Can Sala és una casa del municipi de Bàscara (Alt Empordà) inclosa en l'Inventari del Patrimoni Arquitectònic de Catalunya.

## Descripció
Situada dins del nucli urbà de la població de Bàscara, en el límit amb el nucli antic de la població, delimitada entre els carrers Parets i Gispert.

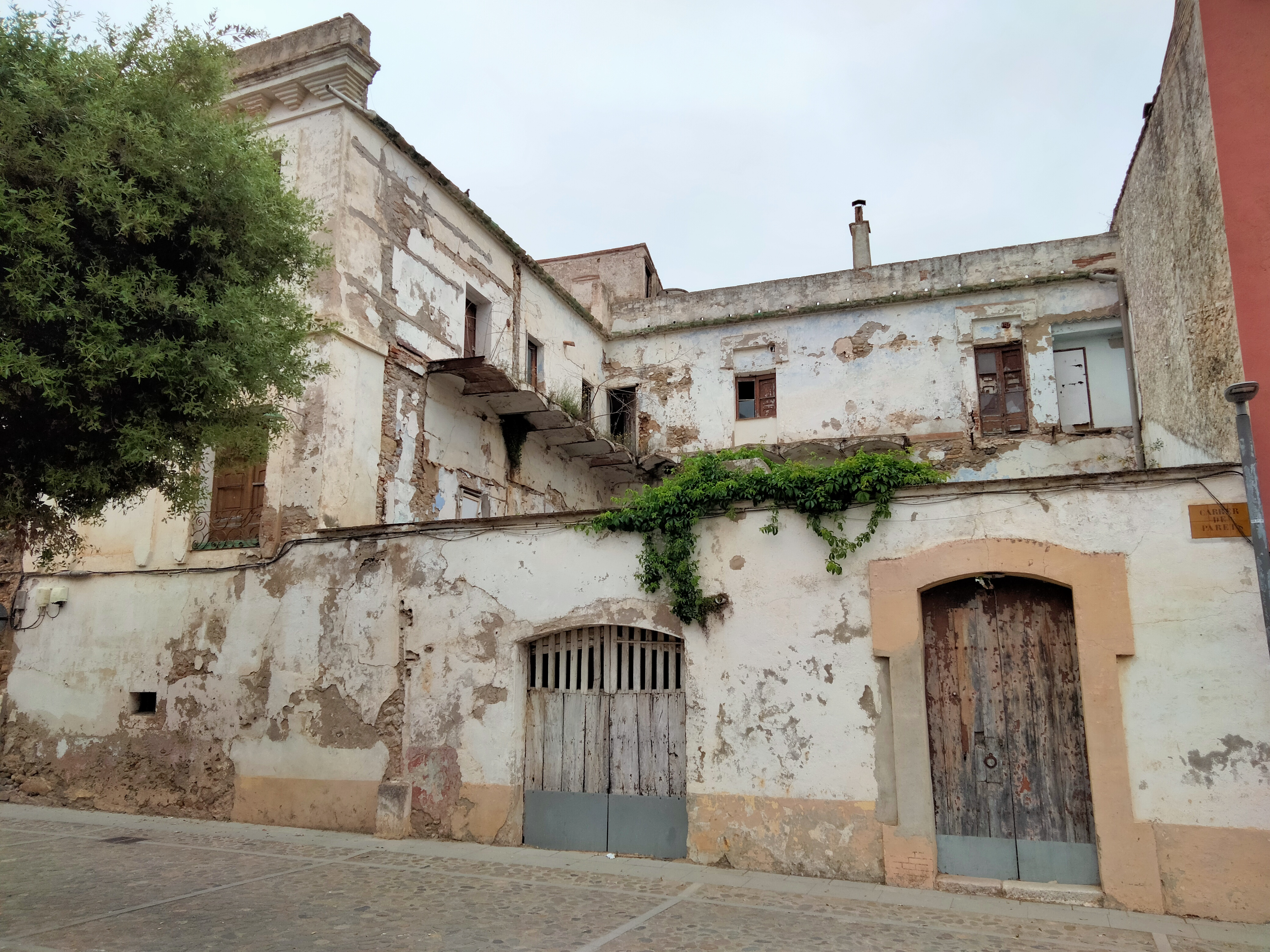
Façana de darrere, al carrer Parets

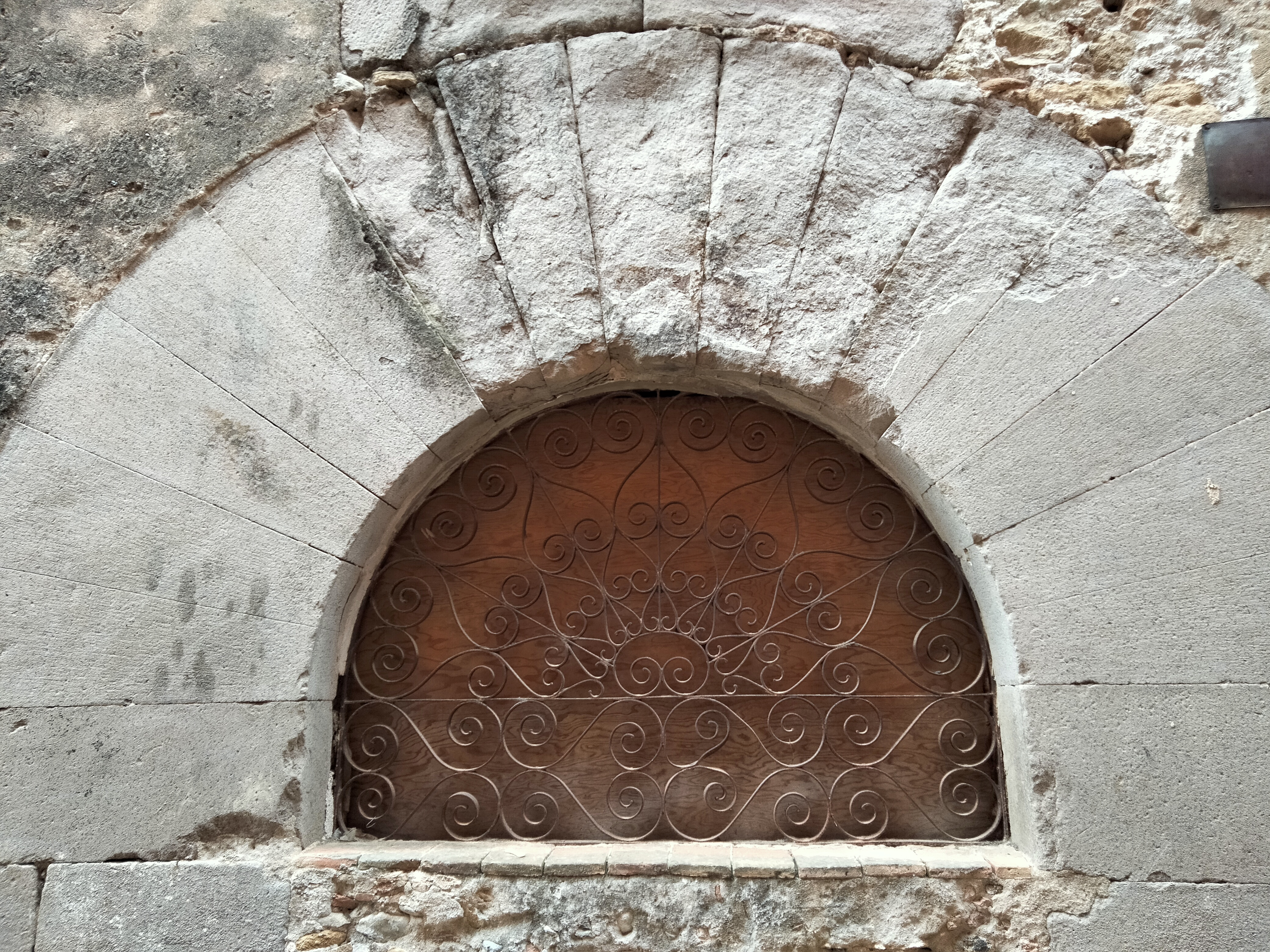
Antic portal adovellat, tapiat, de la façana del carrer Gispert

Edifici entre mitgeres de dos cossos adossats formant una planta en forma de L, i amb una petita zona de pati a la part de migdia. El cos principal presenta la façana orientada al carrer Gispert, amb la coberta de teula d'un sol vessant i distribuït en planta baixa i dos pisos. El parament està força degradat i presenta diverses obertures reformades. A la planta baixa destaca el gran portal d'arc de mig punt adovellat, amb els brancals bastits amb grans carreus desbastats, parcialment tapiat. A l'extrem de ponent, un altre portal tapiat d'arc rebaixat adovellat. A llevant, una finestra rectangular reformada, bastida amb carreus de pedra i reixa de ferro forjat. De la primera planta destaquen les dues finestres situades a la banda de llevant, rectangulars i amb els brancals i les llindes de pedra, i els ampits motllurats. El parament està bastit amb pedra i còdols i amb forces trams arrebossats. En canvi, la façana posterior es troba emblanquinada, de la mateixa manera que el cos adossat en perpendicular a la construcció original. La façana alineada amb el carrer té les obertures rectangulars amb l'emmarcament arrebossat i un coronament bastit amb un plafó sostingut per una cornisa motllurada i decorada. L'accés es fa a través de dos portals d'arc rebaixat.

## Història
La casa, formada per un cos principal del segle xvi i diverses ampliacions d'època posterior, està construïda sobre les restes de l'antiga muralla de la població. El pati és situat a migdia, sobre l'antiga vall de la fortificació, la qual es correspon amb el traçat de l'actual carrer Parets.
Fou la casa pairal de la família Sala, després usada com a sagristia. Després de la Guerra Civil, la casa és reconvertida en caserna de la Guàrdia Civil.